# Leonardo Nascimento de Araújo
Leonardo Nascimento de Araújo, conocido como Leonardo (Niterói, 5 de septiembre de 1969), es un exentrenador y exdirigente deportivo del París Saint-Germain brasileño. Surgido del Flamengo, fue campeón y subcampeón del mundo con la selección brasileña en las copas mundiales de fútbol de Estados Unidos 1994 y de Francia 1998, respectivamente.
Inició su carrera como director técnico en la temporada 2009-2010 con el AC Milan, pero debido a la discreta campaña del cuadro a nivel local e internacional, el 14 de mayo de 2010, anunció su marcha de la entidad rossonera. El 24 de diciembre de 2010 fue confirmado oficialmente como entrenador del Inter de Milán en reemplazo de Rafa Benítez, cargo que ocupó hasta final de temporada. También fue director deportivo del París Saint-Germain y del AC Milan.

## Participaciones con la selección brasileña
Leonardo hizo su estreno internacional en 1990. Él fue seleccionado como lateral izquierdo para la Copa Mundial de 1994, relegando a un joven Roberto Carlos del equipo. Partió como titular en la Selección Brasileña, pero fue expulsado en el partido clave contra los Estados Unidos correspondiente a los octavos de final del torneo por propinar intencionadamente un codazo a la estrella norteamericana Tab Ramos, causándole una fractura de cráneo que le tuvo hospitalizado tres meses y apartado de los terrenos de juego por largos meses más. La suspensión de cuatro partidos a Leonardo le impidió participar en el resto de la competición. Esta fue la primera prohibición impuesta en la historia de Copa Mundial, pero fue rápidamente relegada por el defensor italiano Mauro Tassotti que fue suspendido por ocho juegos por fracturar la nariz al delantero español Luis Enrique en el mismo torneo en la ronda cuartos de final.
En 1997, dieron a Leonardo la camisa número 10 para el equipo nacional, que ganó la Copa América en Bolivia y la Copa FIFA Confederaciones realizado en Arabia Saudita.
Leonardo jugó los siete juegos en del mundial de Francia 98, logrando el subcampeonato. Participó en las clasificatorias para la Copa Mundial de Fútbol de 2002.
Internacional con Brasil en 60 partidos y 8 goles.

### Copas del Mundo
| Mundial                        | Sede           | Resultado  |
| ------------------------------ | -------------- | ---------- |
| Copa Mundial de Fútbol de 1994 | Estados Unidos | Campeón    |
| Copa Mundial de Fútbol de 1998 | Francia        | Subcampeón |

### Copa América
| Torneo            | Sede    | Resultado |
| ----------------- | ------- | --------- |
| Copa América 1997 | Bolivia | Campeón   |

### Copa Confederaciones
| Torneo                         | Sede           | Resultado |
| ------------------------------ | -------------- | --------- |
| Copa FIFA Confederaciones 1997 | Arabia Saudita | Campeón   |

## Carrera como entrenador

### AC Milan
Tras desarrollar gran parte de su vida post retiro como dirigente dentro del club, asumió el cargo de técnico del AC Milan sin tener experiencia previa como entrenador. Se hizo cargo del equipo tras la partida de Carlo Ancelotti al Chelsea FC de Inglaterra en 2009.
Los hinchas del AC Milán vieron su nombramiento como una apuesta de bajo costo, debido a que el dueño del club, Silvio Berlusconi, debía disminuir los gastos durante la crisis económica mundial. La temporada 2009-10 no fue nada fácil para Leonardo, ya que comenzó con muchas críticas sobre su capacidad y vivió momentos realmente difíciles, como la dolorosa derrota por 0-4 en el derbi de Milán contra el Inter. Durante la temporada usó el sistema 4-3-3, pero las lesiones y los pocos fichajes por parte de la directiva, diezmaron al equipo, a tal punto que debió usar jugadores de otras posiciones para cubrir los espacios.
A pesar de todo, se creía que Leonardo seguiría al frente de la entidad rossonera, pero la irregularidad en el juego del equipo en el ámbito internacional, demostrada en la fase de grupos en Liga de Campeones de la UEFA 2009-10 sin triunfos como local en el Estadio San Siro y derrotando de vista al Real Madrid en el Estadio Santiago Bernabéu por 3-2, terminaría por condenarlo. El equipo italiano fue eliminado en una vergonzosa eliminatoria frente al Manchester United en octavos de final de la Liga de Campeones de la UEFA (resultado global de 7-2).
La eliminación en cuartos de final de la Copa Italia ante Udinese y las continuas derrotas a nivel local impidieron aspirar a algo más que el tercer puesto en la Serie A, hasta que finalmente llegó su destitución. Leonardo dirigió su último partido en la victoria por 3-0 frente a la Juventus, y al día siguiente se anunció su destitución. Massimiliano Allegri lo sustituyó en el cargo.

### Inter
En diciembre de 2010, Leonardo firmó como nuevo técnico del Inter de Milán hasta el 30 de junio de 2012 reemplazando a Rafa Benítez, que fue despedido tras una mal inicio de temporada en la Serie A. Leonardo condujo al Inter al segundo lugar en la Serie A tras los malos resultados conseguidos en mitad de temporada. En la Liga de Campeones, el equipo lombardo no pudo defender el título, siendo eliminado en cuartos de final por el FC Schalke 04, perdiendo los partidos de ida y vuelta, 2-5 como locales en el Giuseppe Meazza y 2-1 en Alemania, respectivamente. En cambio, de la mano de Leonardo el equipo nerazzurro salvó la temporada al proclamarse campeón de la Copa de Italia tras vencer 3-1 en la final al Palermo.

### PSG
Leonardo no renovó con el Inter y pasó a ser el director deportivo del París Saint-Germain en julio de 2011. Dimitió tras dos años en el cargo.

### Antalyaspor
El 28 de septiembre de 2017, se convirtió en el nuevo técnico del Antalyaspor Kulübü. Sin embargo, dejó el puesto tras sólo dos meses.

### AC Milan
El 25 de julio de 2018, volvió al AC Milan como nuevo director deportivo. No obstante, presentó la dimisión menos de un año después de su llegada al club lombardo.

### PSG
El 14 de junio de 2019, regresó al París Saint-Germain para ocupar de nuevo el cargo de director deportivo.
Finalmente el 16 de junio del 2022, se despidió de ser dirigente del cuadro parisino, que había estado tres temporadas.

## Clubes

### Como futbolista
| Club                | País    | Año       |
| ------------------- | ------- | --------- |
| Flamengo            | Brasil  | 1987-1990 |
| São Paulo           | Brasil  | 1990-1991 |
| Valencia            | España  | 1991-1993 |
| São Paulo           | Brasil  | 1993-1994 |
| Kashima Antlers     | Japón   | 1994-1996 |
| París Saint-Germain | Francia | 1996-1997 |
| Milán               | Italia  | 1997-2001 |
| São Paulo           | Brasil  | 2001      |
| Flamengo            | Brasil  | 2002      |
| Milán               | Italia  | 2002-2003 |

### Como entrenador
| Club               | País    | Año       |
| ------------------ | ------- | --------- |
| Milán              | Italia  | 2009-2010 |
| Inter de Milán     | Italia  | 2010-2011 |
| Antalyaspor Kulübü | Turquía | 2017      |

### Como director deportivo
| Club                | País    | Año       |
| ------------------- | ------- | --------- |
| París Saint-Germain | Francia | 2011-2013 |
| Milán               | Italia  | 2018-2019 |
| París Saint-Germain | Francia | 2019-2022 |

## Palmarés

### Como futbolista

#### Campeonatos regionales
| Título              | Club      | Estadio        | Año  |
| ------------------- | --------- | -------------- | ---- |
| Copa Guanabara      | Flamengo  | Río de Janeiro | 1988 |
| Copa Guanabara      | Flamengo  | Río de Janeiro | 1989 |
| Campeonato Paulista | São Paulo | São Paulo      | 1991 |

#### Campeonatos nacionales
| Título                 | Club            | País   | Año  |
| ---------------------- | --------------- | ------ | ---- |
| Campeonato Brasileirão | Flamengo        | Brasil | 1987 |
| Copa do Brasil         | Flamengo        | Brasil | 1990 |
| Campeonato Brasileirão | São Paulo       | Brasil | 1991 |
| Liga Japonesa          | Kashima Antlers | Japón  | 1996 |
| Liga Italiana          | Milán           | Italia | 1999 |
| Copa de Italia         | Milán           | Italia | 2003 |

#### Copas internacionales
| Título                 | Equipo    | País   | Año  |
| ---------------------- | --------- | ------ | ---- |
| Recopa Sudamericana    | São Paulo | Brasil | 1993 |
| Supercopa Sudamericana | São Paulo | Brasil | 1993 |
| Copa Intercontinental  | São Paulo | Brasil | 1993 |
| Recopa Sudamericana    | São Paulo | Brasil | 1994 |
| UEFA Champions League  | Milán     | Italia | 2003 |

### Como entrenador

#### Campeonatos nacionales
| Título         | Club           | País   | Año  |
| -------------- | -------------- | ------ | ---- |
| Copa de Italia | Inter de Milán | Italia | 2011 |

| Predecesor: Carlo Ancelotti | Entrenador del AC Milán 2009-2010      | Sucesor: Massimiliano Allegri |
| Predecesor: Rafael Benítez  | Entrenador de Inter de Milán 2010-2011 | Sucesor: Gian Piero Gasperini |